# Passport to Pimlico
Passport to Pimlico is een Britse filmkomedie uit 1949 van de Ealing Studios. De film is geïnspireerd op de geboorte van de Nederlandse prinses Margriet in Canada in een stukje dat tijdelijk (juridisch) geen onderdeel van Canada was.
De regie werd gevoerd door Henry Cornelius. 

## Verhaal
Tijdens de Tweede Wereldoorlog ontdekken de inwoners van de Londense wijk Pimlico een oorkonde waarin staat dat Pimlico aan de hertog van Bourgondië toebehoort. Ze roepen terstond de onafhankelijkheid van hun wijk uit. Aanvankelijk zijn de inwoners van Pimlico blij dat ze geen verantwoording meer hoeven af te leggen aan de Britse regering, maar als de wijk te kampen krijgt met voedseltekorten willen ze weer Britse onderdanen worden.

## Rolverdeling
| Acteur              | Personage              |
| ------------------- | ---------------------- |
| Stanley Holloway    | Arthur Pemberton       |
| Betty Warren        | Connie Pemberton       |
| Barbara Murray      | Shirley Pemberton      |
| Paul Dupuis         | Hertog van Bourgondië  |
| Margaret Rutherford | Professor Hatton-Jones |